# Quận Osceola, Michigan
Quận Osceola một quận thuộc tiểu bang Michigan, Hoa Kỳ. Quận lỵ đóng ở Reed City6. Theo điều tra dân số năm 2000 của Cục điều tra dân số Hoa Kỳ năm 2000, quận có dân số 23.197 người.

## Địa lý
Theo Cục điều tra dân số Hoa Kỳ, quận có diện tích 1466 km2, trong đó có 18 km2 là diện tích mặt nước.

### Xa lộ
- M-61
- M-66
- M-115

### Quận giáp ranh
- Missaukee (đông bắc)
- Wexford (tây bắc)
- Clare (đông)
- Lake (tây)
- Mecosta (nam)